# The Flash (film)
The Flash  is een Amerikaanse superheldenfilm uit 2023, geregisseerd door Andy Muschietti. De film is gebaseerd op de gelijknamige superheld van DC Comics en de dertiende film in het DC Extended Universe (DCEU).

## Verhaal
Nadat hij Bruce Wayne / Batman en Diana Prince / Wonder Woman heeft geholpen bij het stoppen van een mislukte bankoverval van Al Falcone's terroristische groepering in Gotham City, gaat Barry Allen / The Flash terug naar zijn ouderlijk huis en herinnert hij zich zijn jeugd met zijn ouders Nora en Henry, voordat Henry's onrechtmatige daad plaatsvond. gevangenisstraf voor de moord op Nora. Overweldigd door zijn emoties gebruikt Barry per ongeluk de Speed Force om terug in de tijd te reizen naar eerder op de dag en informeert Bruce hierover. Ondanks de waarschuwingen van Bruce dat tijdreizen onbedoelde gevolgen kan hebben, gaat Barry terug naar de dag van Nora's dood en voorkomt dat dit gebeurt. Terwijl Barry terugkeert naar het heden, wordt hij door een andere speedster uit de Speed Force geslagen en belandt hij in een alternatief 2013 waar zijn moeder leeft. Hij vindt zijn vroegere zelf en realiseert zich dat hij is aangekomen op de dag dat hij oorspronkelijk zijn krachten kreeg.
Barry en zijn jongere zelf gaan naar de Central City Police Department, waar Barry 2013-Barry dwingt om door de bliksem te worden getroffen om het ongeluk na te bootsen dat hem zijn krachten gaf. Beide Barry's worden uiteindelijk getroffen door de bliksem, waardoor 2013-Barry zijn krachten krijgt, maar waardoor Barry zijn eigen krachten verliest. Terwijl Barry worstelt om 2013-Barry te trainen in het correct gebruiken van zijn krachten, zien ze samen een uitzending van generaal Zod, die zich voorbereidt om de aarde binnen te vallen. De Barry's proberen de Justice League samen te stellen, maar slagen daar niet in, aangezien in deze tijdlijn kunnen ze Diana niet vinden, Victor Stone / Cyborg heeft zijn capaciteiten nog niet verworven en Arthur Curry / Aquaman is nooit geboren. De twee reizen naar Wayne Manor, in de hoop Batman te vinden, maar vinden in plaats daarvan een alternatieve, oudere versie van Bruce die zich heeft teruggetrokken uit de misdaadbestrijding. Bruce legt het concept van het multiversum uit en onthult dat het gebruik van tijdreizen om de geschiedenis te veranderen niet alleen gebeurtenissen na de wijziging beïnvloedt, maar ook ervoor, en legt uit waarom Barry veranderingen in de tijdlijn opmerkt die plaatsvonden vóór zijn eerste punt van tijdreizen. De twee Barry's overtuigen Bruce om hen te helpen Kal-El / Superman te vinden.
Door een achterdeurverbinding met NASA in de Batcave te gebruiken, kunnen Barry en Bruce een Kryptonische pod lokaliseren die naar verluidt in Siberië is ontdekt. Bij aankomst vinden ze in plaats daarvan het nichtje van Kal-El, Kara Zor-El / Supergirl. Nadat hij Kara uit de faciliteit heeft gered, vraagt Barry aan Bruce om hem te helpen zijn krachten terug te krijgen door het oorspronkelijke ongeval na te bootsen. De eerste poging mislukt en Barry komt bijna om het leven, wat Kara ertoe aanzet om Barry de storm in te vliegen en voor de tweede keer door de bliksem te worden getroffen, waardoor zijn krachten met succes nieuw leven worden ingeblazen. Kara en Bruce voegen zich bij de twee Barry's om de strijdkrachten van Zod te bevechten. Tijdens het gevecht met Zod ontdekt Kara dat Zod de ontsnappingscapsule van een jonge Kal-El onderschepte en hem doodde tijdens een mislukte poging om de Codex terug te halen die nodig was om de Kryptonische soort opnieuw te bevolken, waarbij Zod onthulde dat de Codex zich in Kara bevond. De twee vechten, waarbij Zod Kara overmeestert en vermoordt en de Codex uit haar bloed verkrijgt, terwijl Bruce ook wordt gedood.
De twee Barry's reizen terug in de tijd om hun metgezellen te redden, maar kunnen hun lot niet veranderen. Barry realiseert zich dat ze hen niet kunnen redden, maar 2013-Barry blijft het proberen, keert herhaaldelijk terug in de tijd, maar faalt altijd. Terwijl 2013-Barry reist, begint het multiversum in elkaar te storten. Uiteindelijk keert de corrupte speedster die Barry oorspronkelijk uit de Speed Force sloeg terug en blijkt een toekomstige versie te zijn van 2013-Barry, die nog steeds gelooft dat hij zijn wereld kan redden van Zod en de dood van Bruce en Kara kan voorkomen. Hij legt de causale lusparadox uit die leidde tot zijn eigen creatie, maar wordt boos als Barry zijn voornemen onthult om de veranderingen in de tijdlijn ongedaan te maken door Nora te laten sterven. Woedend probeert de donkere speedster Barry te vermoorden, maar doorboort 2013-Barry, die zichzelf opoffert om Barry te redden en de donkere speedster van de tijdlijn veegt.

## Rolverdeling
| Acteur                 | Personage                                  |
| ---------------------- | ------------------------------------------ |
| Ezra Miller            | Barry Allen / The Flash                    |
| Ezra Miller            | Barry Allen uit 2013                       |
| Ezra Miller            | Dark Flash                                 |
| Michael Keaton         | Bruce Wayne / Batman                       |
| Ben Affleck            | Bruce Wayne / Batman                       |
| George Clooney         | Bruce Wayne / Batman                       |
| Sasha Calle            | Kara Zor-El / Supergirl                    |
| Michael Shannon        | Generaal Zod                               |
| Ron Livingston         | Henry Allen                                |
| Maribel Verdú          | Nora Allen                                 |
| Kiersey Clemons        | Iris West                                  |
| Jeremy Irons           | Alfred Pennyworth                          |
| Antje Traue            | Faora-Ul                                   |
| Saoirse-Monica Jackson | Patty Spivot                               |
| Rudy Mancuso           | Albert Desmond                             |
| Temuera Morrison       | Thomas Curry                               |
| Sanjeev Bhaskar        | David Singh                                |
| Sean Rogers            | Gary                                       |
| Kieran Hodgson         | Sandwich Guy                               |
| Luke Brandon Field     | Al Falcone                                 |
| Ian Loh                | Jonge Barry Allen                          |
| Nikolaj Coster-Waldau  | Man met Pizza                              |
| Andy Muschietti        | Hot Dog Reporter                           |
| Gal Gadot              | Diana Prince / Wonder Woman                |
| Nicolas Cage           | Kal-El / Clark Kent / Superman             |
| Jason Momoa            | Arthur Curry / Aquaman (post-credit scene) |

 Met hulp van archiefmateriaal, CGI en kunstmatige intelligentie, deepfake en de-aging verschijnen verschillende versies van superhelden in de film: Henry Cavill als Kal-El / Clark Kent / Superman uit de DCEU, Christopher Reeve als Superman uit de Superman films van 1978-1987 met Helen Slater als Supergirl uit Supergirl van 1984, Adam West als Batman uit Batman van 1966 en de Batman van 1966-1968, George Reeves uit Superman and the Mole Men van 1951 en de televisieserie Adventures of Superman van 1952-1958. Ook zijn Cesar Romero (uit Batman van 1966 en de Batman van 1966-1968) en Jack Nicholson (uit Batman van 1989) te horen als de Joker. Ook zijn de personages George "Digger" Harkness / Captain Boomerang (gespeeld door Jai Courtney in Suicide Squad van 2016 en The Suicide Squad van 2021) en het personage Jay Garrick (met het schijnbare uiterlijk van Teddy Sears (die Jay Garrick / Hunter Zolomon / Zoom speelde in de televisieserie The Flash van 2014) te zien in de film.

## Release
De film ging in première op 12 juni 2023 in het Grauman's Chinese Theatre in Los Angeles.

## Ontvangst
Op Rotten Tomatoes heeft The Flash een waarde van 64% en een gemiddelde score van 6,30/10, gebaseerd op 370 recensies. Op Metacritic heeft de film een gemiddelde score van 56/100, gebaseerd op 54 recensies.

## Prijzen en nominaties
| Jaar | Prijs                | Categorie    | Genomineerde(n) | Uitslag     |
| ---- | -------------------- | ------------ | --------------- | ----------- |
| 2022 | Golden Trailer Award | Beste teaser | Beste teaser    | Genomineerd |